# Operation Sharp Edge

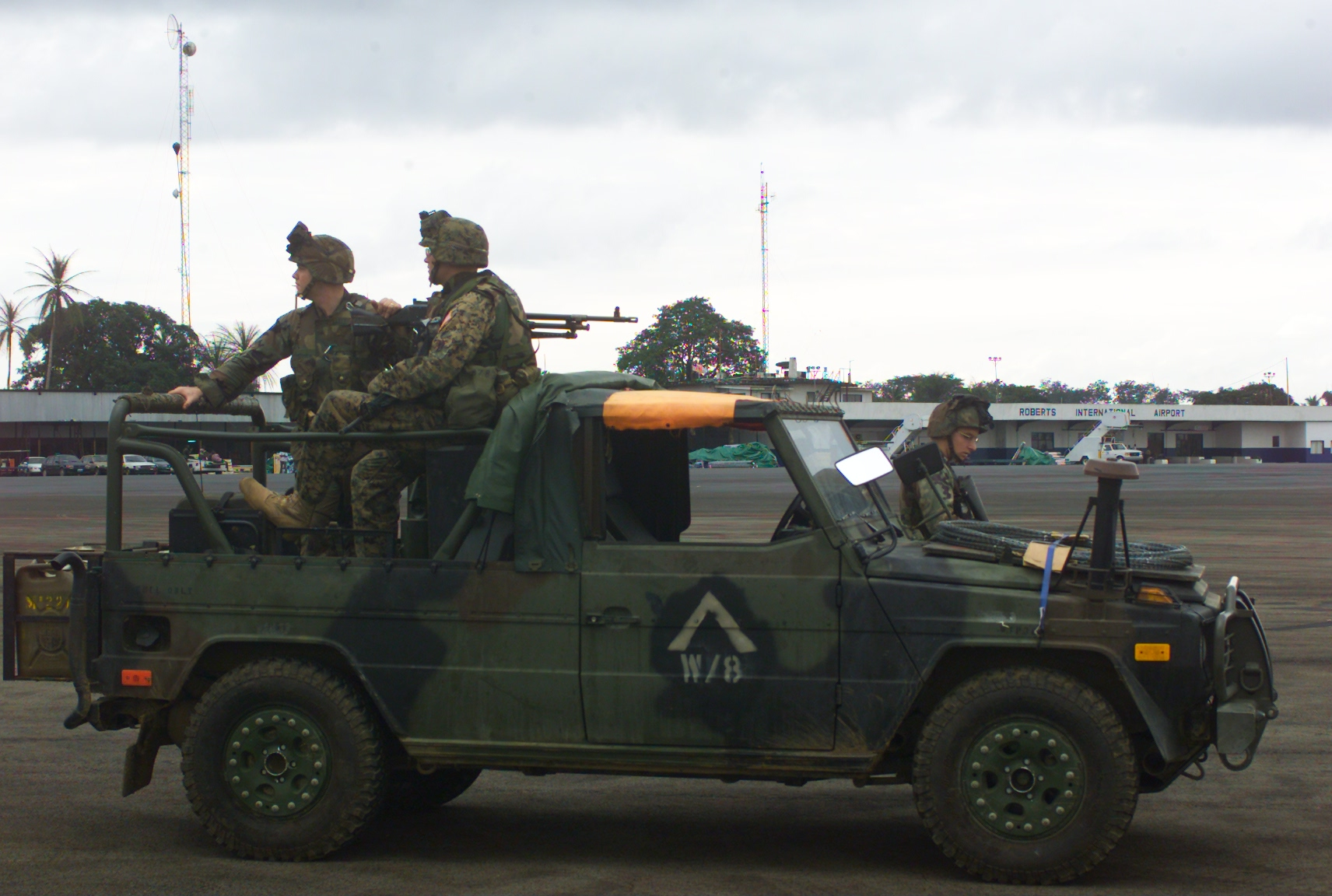
Monrovia, Sicherung des Flugplatzgeländes

Die Operation Sharp Edge war eine 1990 von der US-Marine durchgeführte humanitäre Rettungsoperation in Liberia. Sie verfolgte als erstes Ziel die vollständige Evakuierung der in der Hauptstadt Monrovia eingeschlossenen US-Staatsbürger und weiterer Ausländer sowie der „Botschaftsflüchtlinge“ genannten liberianischen Staatsbürger, die in den Botschaften um politisches Asyl ersucht hatten. Im weiteren Verlauf wurden die vor der Küste stationierten Einheiten zur Beobachtung und Stabilisierung der Lage eingesetzt.

## Verlauf
Im Dezember 1989 überschritt die in der Elfenbeinküste auf etwa 10.000 Kämpfer angesammelte liberianische Rebellengruppe National Patriotic Front of Liberia (NPFL) unter Führung von Charles Taylor die liberianische Grenze.
Die US-Regierung unter George H. W. Bush reagierte zunächst nicht auf Interventionsrufe des liberianischen Präsidenten Samuel Doe, wurde aber durch Geheimdienste und ihren Botschafter über den Verlauf der Kämpfe informiert.
Am 7. März beriet der US-Kongress über die Resolution 354 zur Lage in Liberia. Am 25. Mai informierten Stabschef General Colin L. Powell und US-Verteidigungsminister Richard B. Cheney  die NATO-Verbündeten über die gefassten Pläne, mit der Entsendung eines 2.500 Mann starken Kampfverbandes vor die liberianische Küste zur Stabilisierung der Lage und Abwendung einer humanitären Katastrophe beitragen zu wollen. Bereits im Februar und März waren vorsorglich erste Kampf- und Versorgungsschiffe in Richtung Liberia in Marsch gesetzt worden.
Es folgten Bemühungen der US-Botschaft, Vorbereitungen für eine Evakuierung der noch im Lande verbliebenen Zivilisten und des Botschaftspersonals zu treffen. Ein Versuch, einen Fahrzeugkonvoi nach Monrovia oder in das sichere Ausland zu organisieren, blieb erfolglos.
Im Mai 1990 eroberte die NPFL wichtige Städte im Hinterland. Im Juli folgte der Vormarsch auf Monrovia. Es kam zu diesem Zeitpunkt, als sich die Regierungstruppen Armed Forces of Liberia (AFL) bereits auf dem Rückzug waren, zu einer Spaltung in der Rebellenbewegung. Der spätere Warlord Yormie Johnson gründet die Independent National Front of Liberia (INPFL) und forcierte mit seinen Anhängern den Druck gegen die Regierungstruppen. Diese waren nun vollkommen demoralisiert und verübten am 30. Juli das 
Massaker von Sinkor an Zivilisten, wobei mindestens 200 Zivilisten in einer lutherischen Missionsstation am Rande der Hauptstadt Monrovia ermordet wurden.
Diese unerwartete Eskalation war das auslösende Signal für die bereits etwa 30 Seemeilen vor der liberianischen Küste zusammengezogenen Militäreinheiten des United States Marine Corps. Am 2. August startete die Operation mit dem Ziel, die US-Botschaft und das als Sammelpunkt ausgewählte Mamba-Stadion zu sichern.
An der Operation, die mit der US-Botschaft in Monrovia abgestimmt war, nahmen die Kampfschiffe Iwo Jima, Saipan und Nashville teil. Die Saipan diente dabei als Sammelpunkt für die eintreffenden Zivilisten; nach der Registrierung und medizinischen Versorgung wurden alle Zivilisten nach Freetown in Sierra Leone ausgeflogen.
Die Militäroperation war bereits von den Liberianern erwartet worden. Ohne dass die US-Einheiten in die Kämpfe zwischen den Konfliktparteien eingriffen, wurden von August 1990 bis zum Ende der Operation im Februar 1991 nach offiziellen Angaben 2609 Zivilisten – US-Bürger, liberianische Staatsbürger und Ausländer – aus der noch umkämpften Hauptstadt und aus geheimen Sammelplätzen im Hinterland ausgeflogen.
Quasi im Schutz dieser amerikanischen Flotte verhinderte die ECOMOG unter Anführung der Streitkräfte Nigerias eine sofortige Machtübernahme Taylors. Die ECOMOG suchte dabei auf Drängen Nigerias bewusst Taylor von der Macht fernzuhalten und gab dadurch ihre eigentlich neutrale Position in diesem Konflikt auf. Auch andere afrikanische Staaten nutzten die amerikanische Militärpräsenz, um ihre Staatsangehörigen in Sicherheit zu bringen.
Am 9. September 1990 wurde Präsident Samuel Doe durch Kämpfer der INPFL ermordet. Im November bildete sich eine provisorische Regierung unter Vorsitz von Amos Sawyer, einem Rechtsprofessor der Universität von Liberia.
Die Operation wurde am 15. Februar 1991 für beendet erklärt, inzwischen war mit dem Ausbruch des Zweiten Golfkrieges im Irak – am 2. August 1990 – ein für die US-Sicherheitspolitik sehr viel bedeutsamerer Krisenherd entstanden.

## Beteiligte Einheiten
United States Marine Corps: 22nd Marine Expeditionary Unit (22nd MEU) mit Battalion Landing Team (BLT) und weiteren Spezialeinheiten.

## Bilder der beteiligten Schiffe

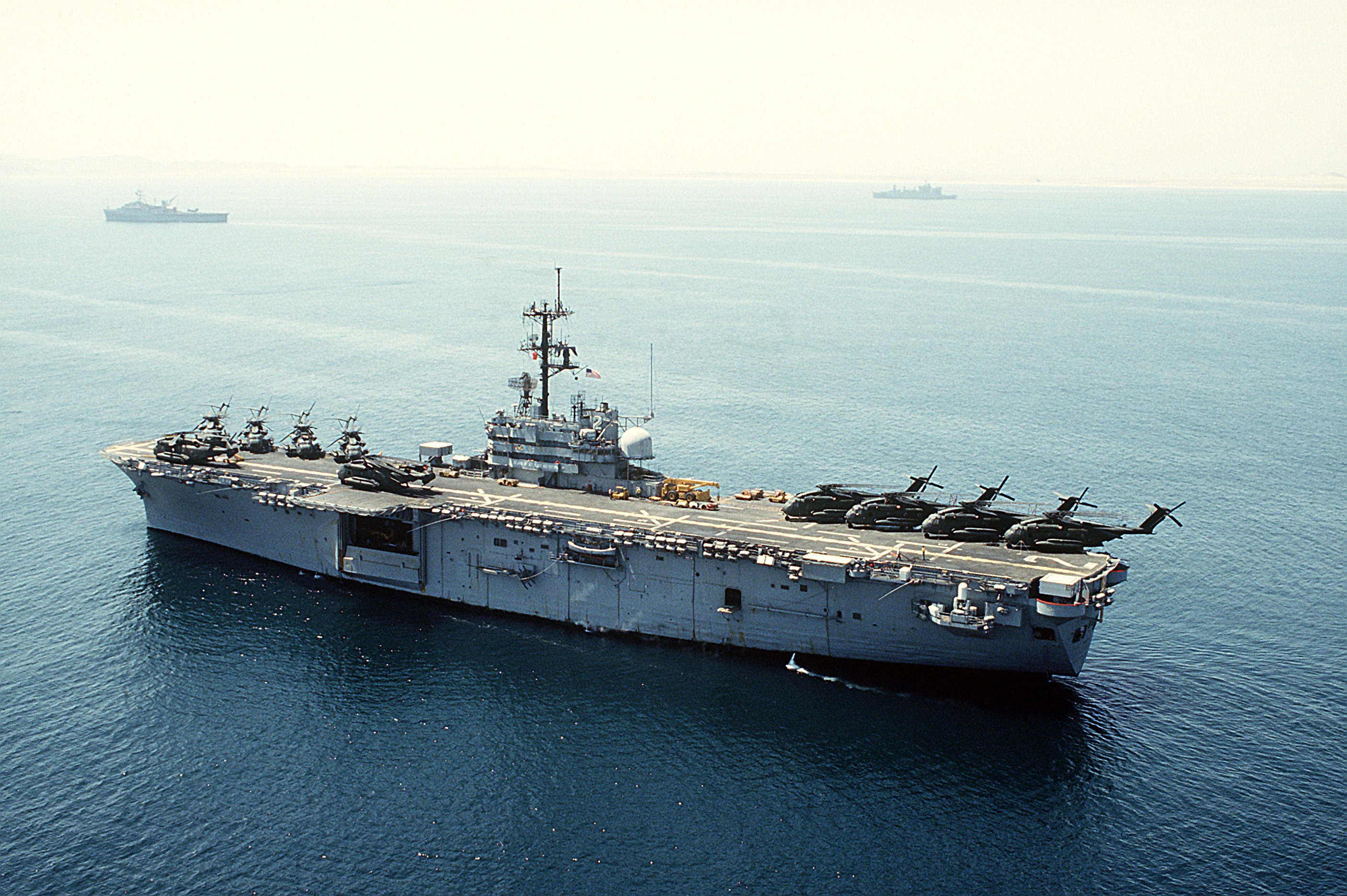
USS Iwo Jima (LPH-2)
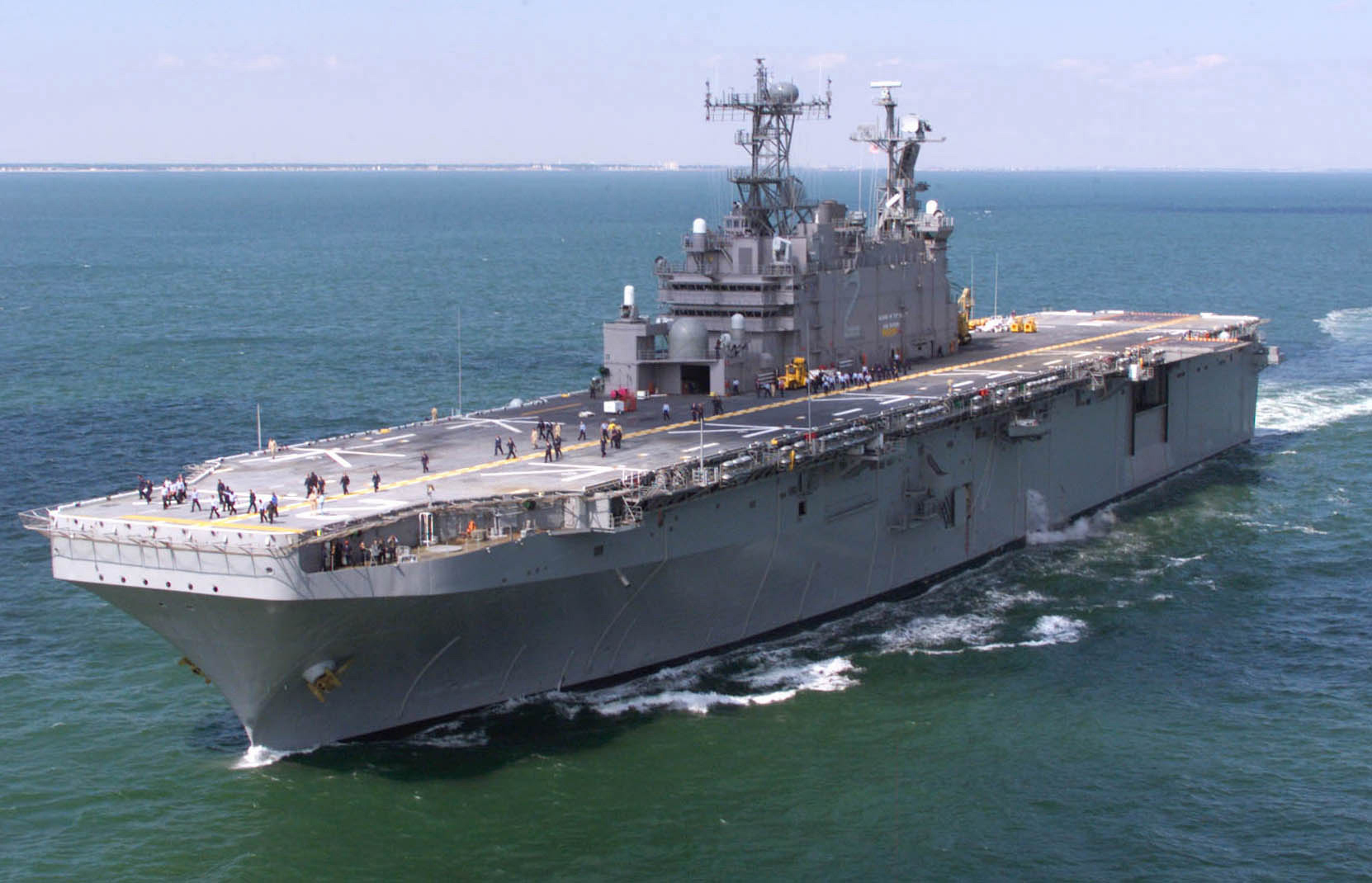
USS Saipan (LHA 2)
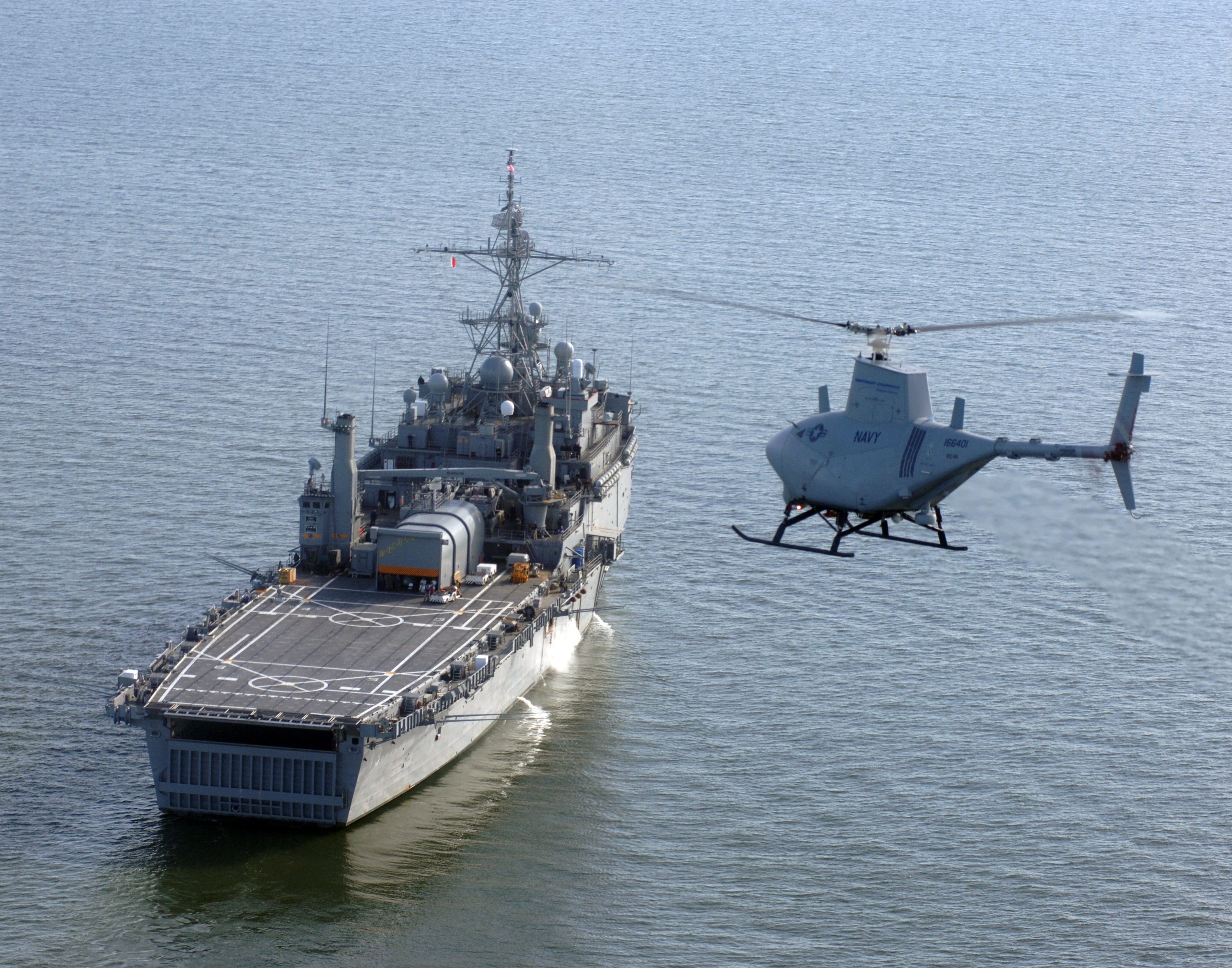
USS Nashville (LPD-13)

## Sonstiges
Am vereinbarten Starttag der Operation vor Ort – dem 2. August – begann zufälligerweise auch der von irakischen Invasionstruppen vorbereitete Überfall auf das Emirat Kuwait.